# Micropterus coosae
Micropterus coosae е вид лъчеперка от семейство Centrarchidae.

## Разпространение
Видът е разпространен в САЩ.